# Autobahnkreuz Bonn-Nord
Das Autobahnkreuz Bonn-Nord (Kurzform: AK Bonn-Nord) verbindet die Bundesautobahnen 555 (Köln – Bonn) und 565 (Bonn 
– Meckenheim) untereinander. Es befindet sich im Norden der Innenstadt der Bundesstadt Bonn.

## Lage und Aufbau
Das Autobahnkreuz befindet sich in der Nordstadt von Bonn. Es trägt auf der A555 die Nummer 7 und auf der A565 die Nummer 4. Es ist als unvollständiges Kleeblatt ausgeführt, in dem die Verbindungsfahrbahnen für die Wechselbeziehung A565 Bonn ↔ A555 Bonn fehlen. 

## Geschichte
Das Autobahnkreuz entstand mit der A565. Es wurde 1959 im Zuge des ältesten Abschnitts der A565, damals noch B9a, fertiggestellt.